# Poliorcética
Según el DRAE, la palabra «poliorcética» viene del griego «πολιορκητική», y significa «arte de atacar y defender las plazas fuertes».
«Poliorcética» puede tener alguno de los siguientes significados:
1. La disciplina que se encarga de construir fortalezas, bastiones, baluartes o fortificaciones. Se trata de una de las artes marciales o de guerra, dentro de la ingeniería militar.
Demetrio I de Macedonia, recibió el sobrenombre de Poliorcetes por ser considerado muy hábil en el arte del asedio o sitio a ciudades (ver, por ejemplo, Sitio de Tiro de 332 a. C.)
2. Por extensión, se trata también de un conjunto de técnicas utilizadas en psicología para fortalecerse frente a las agresiones de los entornos psicológicamente hostiles, o de nuestras propias agresiones endógenas.
3. Obra de Eneas el Táctico (siglo IV a. C.).